# Голландія (історична область)
Голла́ндія (нід. Holland — історична область на заході Нідерландів. Включає територію двох провінцій країни — Північної Голландії (нід. Noord-Holland) та Південної Голландії (нід. Zuid-Holland).
Назва Голландія походить від нід. holt land, досл. «лісиста країна». У низці країн цю назву вживають щодо всього королівства Нідерландів, що можна порівняти зі вживання назви Англія щодо всієї Великої Британії. Ця ситуація викликає протест у деяких мешканців інших провінцій.
Спочатку ці землі займало Голландське графство, що входило до Священної Римської імперії. Згодом Голландія стала однією з держав, що утворили Республіку Семи об'єднаних провінцій Нідерландів (існувала з 1581 по 1795). У 1806—1810 роках існувало Голландське королівство, васальне стосовно Французької імперії Наполеона I; королем його був один з братів Наполеона, Людовик I Бонапарт.
Королівство Голландія прийшло на зміну настільки ж васальній Батавській республіці і припинило існування після того, як всі Нідерланди було анексовано Французькою імперією після британського вторгнення в 1810 році.